# Betlehemskyrkan, Stockholm
Betlehemskyrkan är Evangeliska Fosterlandsstiftelsens kyrka i Stockholm. Den äldsta kyrkan invigdes i oktober 1840, som Sveriges första frikyrkobyggnad i namnet Engelska kapellet. Den låg nära Hötorget på Norrmalm, där andra och tredje Hötorgsskraporna nu står och övertogs av Fosterlandsstiftelsen i samband med bildandet 1856. Kyrkan revs 1953 i samband med Norrmalmsregleringen. De nya kyrkan invigdes 1956 vid Luntmakargatan i Vasastan.

## Betlehemskyrkan vid Sergelgatan

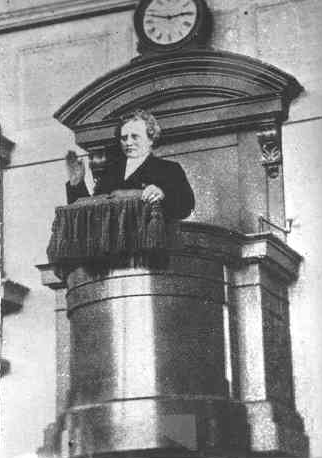
Rosenius predikar i Betlehemskyrkan.

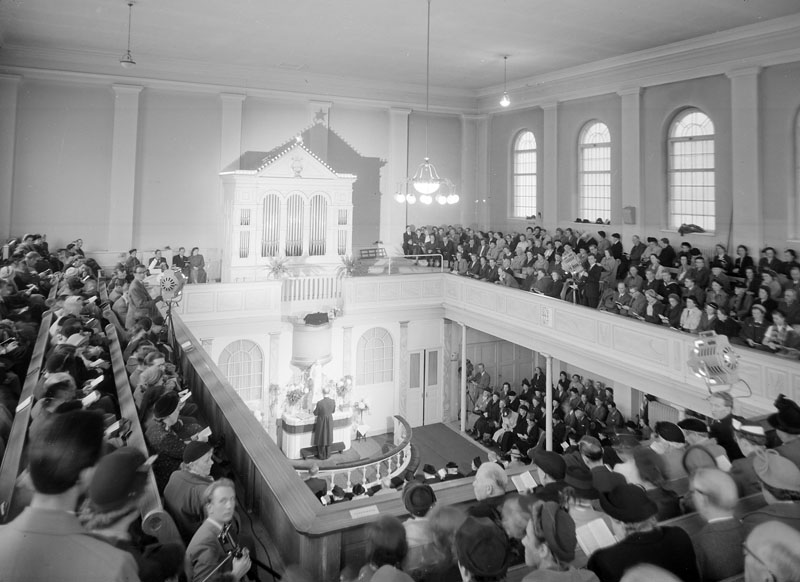
Sista gudstjänsten på Sergelgatan 1953.

På anhållan av industrimannen Samuel Owen hos Wesleyanska metodistsamfundet i England sändes pastor George Scott 1830 till Stockholm. Han predikade till en början i ett lusthus vid Västra Trädgårdsgatan, vilket upplåtits av Carl De Geer. Skaran av åhörare växte och genom frikostiga donationer från England och Nordamerika kunde man bygga en egen kyrkolokal Engelska kapellet. Byggnaden, som var den första frikyrkobyggnaden i landet, restes 1838–40 i dåvarande kvarteret Putten i korsningen Östra Beridarebansgatan / Grytgjutaregatan (senare Sergelgatan 6 / Jakobsbergsgatan). Ritningarna utgick från engelska normritningar till ett mindre metodistkapell, som efter ett första avslag hos Överintendentsämbetet modifierats av Överintendenten Fredrik Blom. Kyrkan var rektangulär och 11 meter hög, i 2 våningar, med en stor läktare och gavel mot Beridarebansgatan, och rymde minst 1 100 personer. Interiören var som en stor mötessal, utan altare vilket var onödigt då man inte firade nattvard i byggnaden. Utformningen kom länge att vara stilbildande för frikyrkobyggnader i landet.
Scott vann aldrig något allmänt förtroende, och man försökte förlöjliga honom och hans nykterhetsfrämjande. Då man erfor att han under ett besök i Nordamerika utmålat svenskarna som eländiga drinkare och försoffade syndaträlar blev fiendskapen öppen, med angrepp från tidningar och från prästerskapet. På Palmsöndagen den 20 mars 1842 stormade en pöbelhop kyrkan och Scott tvingades fly. Då myndigheterna fruktade större våldsamheter förbjöds Scott att predika och kyrkan stängdes.
Den förblev stängd fram till 1851 då Petrus Magnus Elmblad fick tillstånd att hålla bibelförklaringar. 1856 grundades Fosterländska stiftelsen för Evangelii befrämjande (som senare blev Evangeliska Fosterlandsstiftelsen) under ledning av bland andra Elmblad, Gustaf Fredrik Liljencrantz och Carl Olof Rosenius. Kapellet inköptes och fick namnet Betlehemskyrkan. Rosenius var 1857–67 anställd som predikant i kyrkan, och kom att ha stort inflytande på Sveriges religiösa utveckling under 1800-talet.
Enligt stadsplaneförslagen i 1950-talets Norrmalmsreglering skulle kyrkan rivas för det nya Hötorgscity. En talför opinion av bland annat kulturpersonligheter, arkitekter och skönhetsrådet propagerade för räddandet av kyrkan och det intilliggande Sergelhuset. Kyrkostiftelsen överlät dock fastigheten till fastighetskontoret på goda villkor och därmed var dess öde beseglat. Den sista gudstjänsten hölls den 11 oktober 1953, och byggnaden revs samma år då Hötorgscity uppfördes.
Rester av byggnadsmaterialet återanvändes i den missionskyrka som 1954 byggdes i Stuvsta i Huddinge. 

## Betlehemskyrkan vid Luntmakargatan

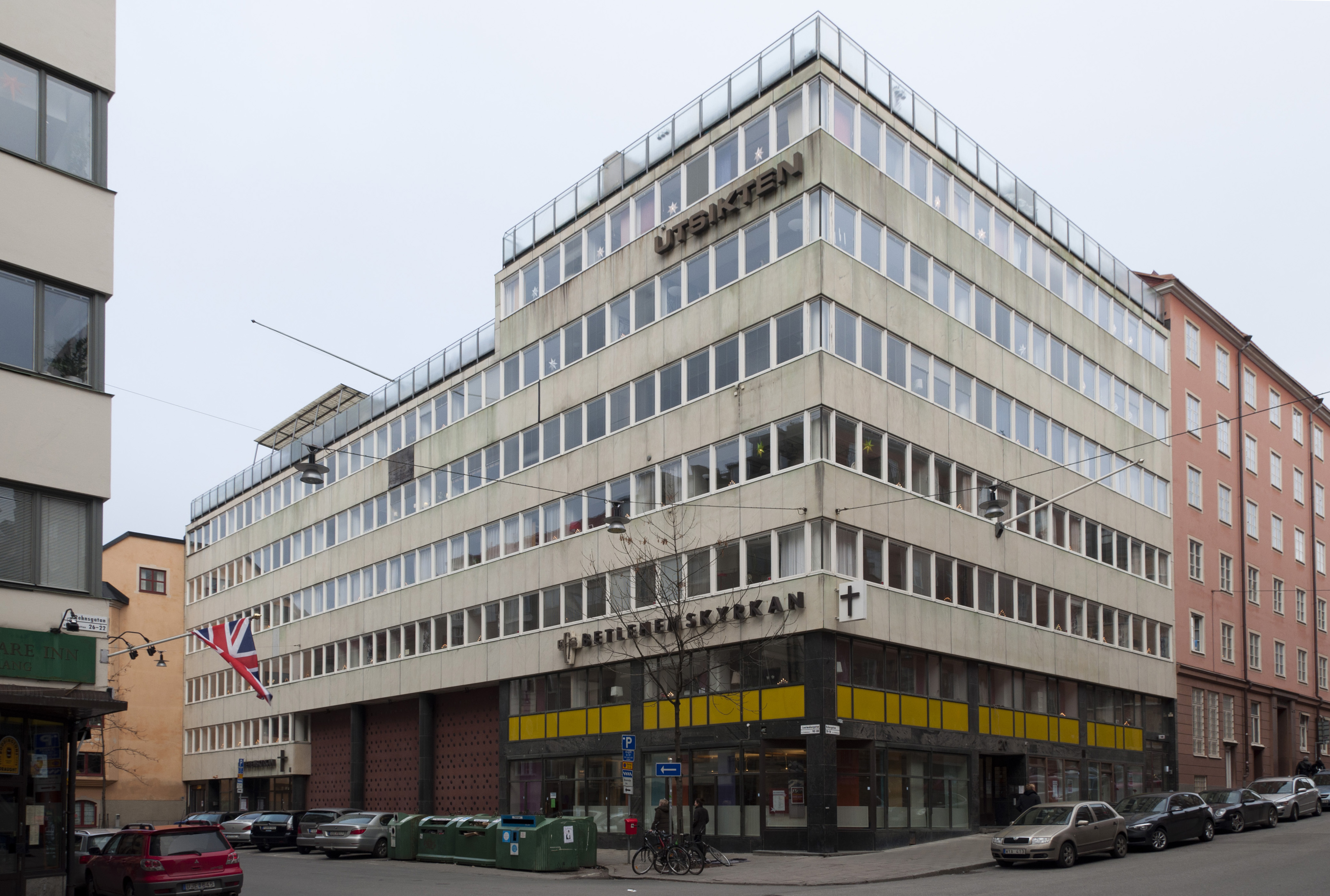
Betlehemskyrkan vid Luntmakargatan

Den 2 december 1956 invigdes den nya kyrkan i kvarteret Stolmakaren i korsningen Luntmakargatan 82 och Rehnsgatan, byggd efter ritningar av arkitekt Rolf Hagstrand. Den rymmer cirka 400 personer och har en orgel med 35 stämmor i tre manualer och ryggpositiv, byggd av Starup & Søn, Köpenhamn. Altargobelängen Den heliga staden är komponerad av Sofia Widén. Predikstolen från den gamla kyrkan vid Sergelgatan används än idag. 
För närvarande (2023) är Robert Ojala och Fetsum Natnael präster i församlingen. 
Verksamheten i kyrkan bedrivs i samarbete mellan EFS Missionsförening i Betlehemskyrkan och EFS Mittsverige och regleras i ett gemensamt upprättat avtal.